# Квиттнер, Жигмонд

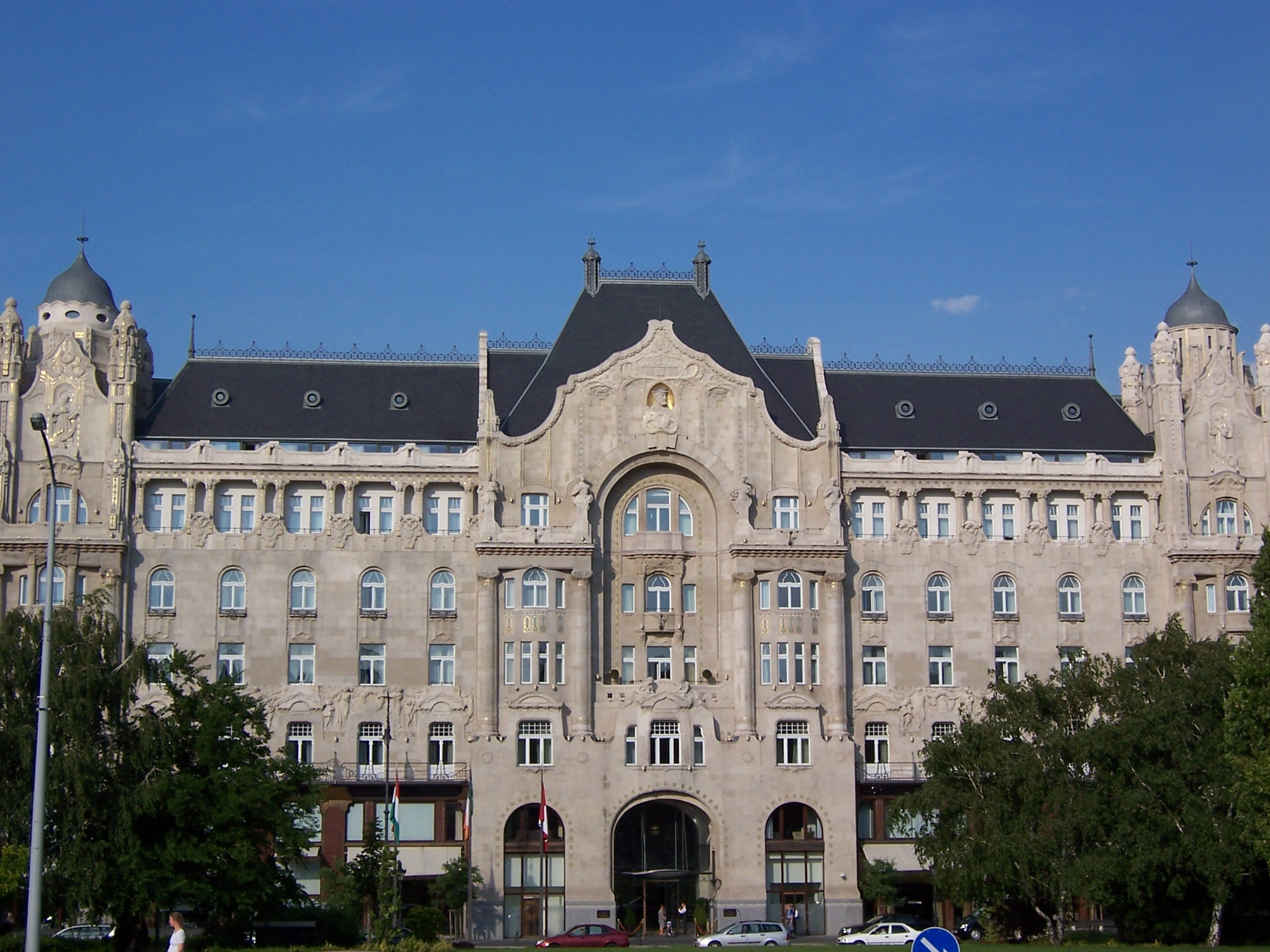
Дворец Грешам в Будапеште

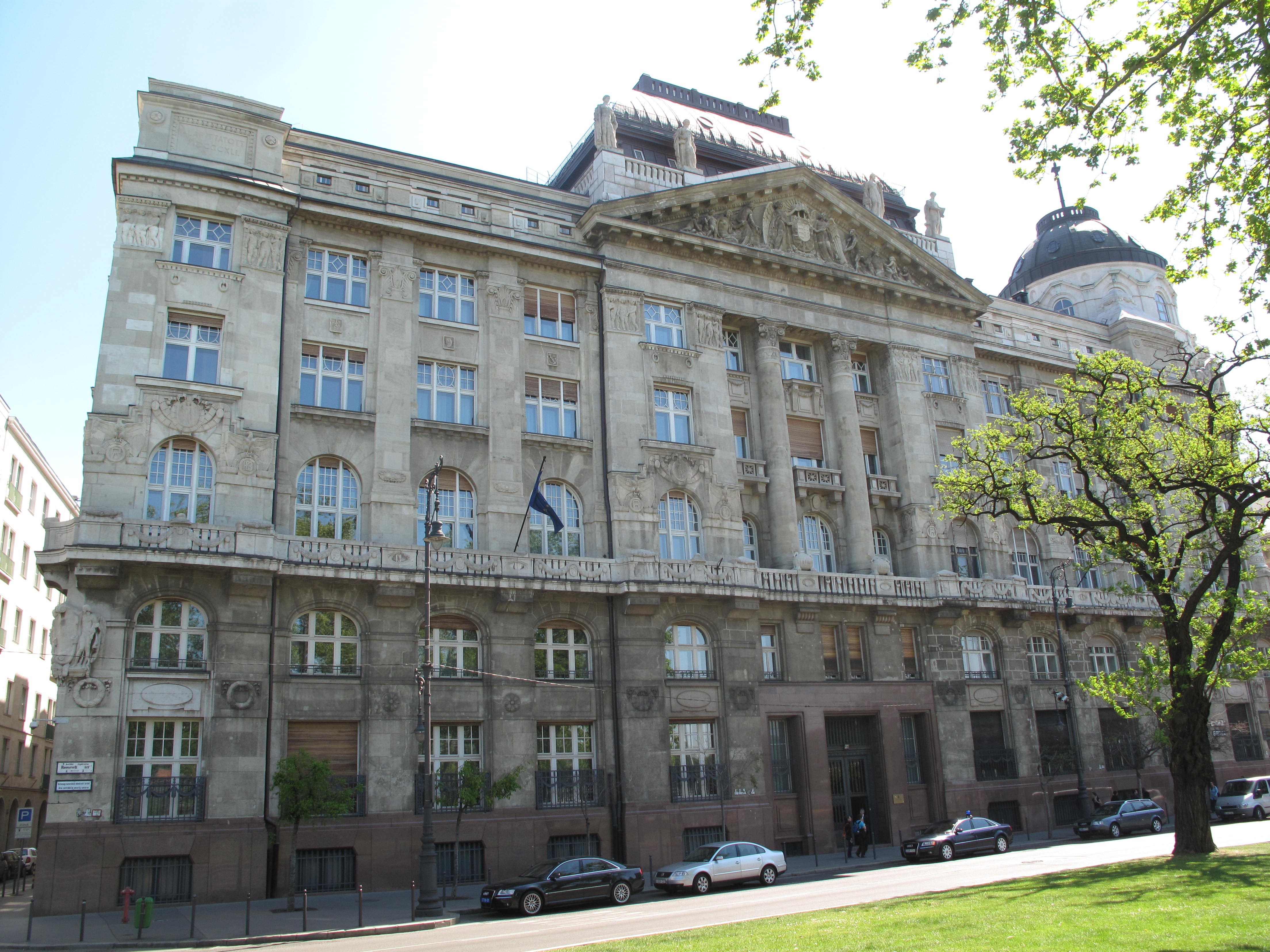
Бывший банк Pesti Magyar Kereskedelmi, ныне министерство внутренних дел

Жигмонд Квиттнер (родился как Сигизмунд Квиттнер; венг. Quittner Zsigmond; 13 февраля 1857, Пешт, Пешт — 25 октября 1918, Вена) — венгерский архитектор.

## Биография
Куиттнер родился в Пеште в 1859 году. Он учился в Мюнхене и работал в Будапеште с 1880 года. Его стиль — это эклектика и типичный вариант модерна. Он также играл важную роль в общественной жизни, принимая участие в городской торговой палате, Национальном строительном совете и был президентом Венгерского института архитекторов. Он умер в Вене в 1918 году.

## Основные здания в Будапеште
- Бывший дворец Мегери, Andrássy út 12.
- Бывшее страховое бюро Phnix, Bécsi út
- Бывший санаторий Fasor, Városligeti fasor 9-11.
- Бывший Дворец Грешам, с Йожефом и Ласло Ваго), Сечени Иштван, 5-6 (бывший Рузвельт, 5-6).
- Бывший банк Pesti Magyar Kereskedelmi, ныне министерство внутренних дел, Roosevelt tér 1. (содизайнер: Игнац Альпар)
- Штаб-квартира Mentők, Markó út 22.